# Angatuba
Angatuba is een gemeente in de Braziliaanse deelstaat São Paulo. De gemeente telt 23.225 inwoners (schatting 2009).

## Aangrenzende gemeenten
De gemeente grenst aan Bofete, Buri, Campina do Monte Alegre, Guareí, Itapetininga, Itatinga en Paranapanema.